# Dorin Toma
Dorin Toma (Șomcuta Mare, 4 marzo 1977) è un ex calciatore e allenatore di calcio romeno.

## Carriera
Nel 1995 debutta nel mondo del calcio per il Baia Mare, dove gioca fino al 1997 3 partite.
Nello stesso anno firma un contratto con l'Astra Giurgiu, ma è costretto a tornare nella sua città natale l'anno dopo per non aver registrato una presenza.
Nel 1999 è ceduto in prestito al Baia Sprie, ma senza partecipare ad una partita.
Dopo 3 stagioni deludenti, va all'Unirea Dej, ma senza avere una presenza per i bianconeri.
Nonostante Toma abbia partecipato a pochissime partite, firma un contratto col CFR Cluj, dove marca 5 gol in 90 partite per gli amaranto.
Tra il 2007 ed il 2008 va in prestito al Gloria Bistrița e registra 21 presenze e un gol.
Nel 2008 torna a Cluj, ma senza giocare una partita.
Dal 2009 al 2013 gioca per il FCMU Baia Mare, dove riesce a giocare 40 partite, ma senza fare un gol.
Dal 2013 al 2016 è giocatore ed allenatore del FCM Baia Mare.